# Kudō Heisuke

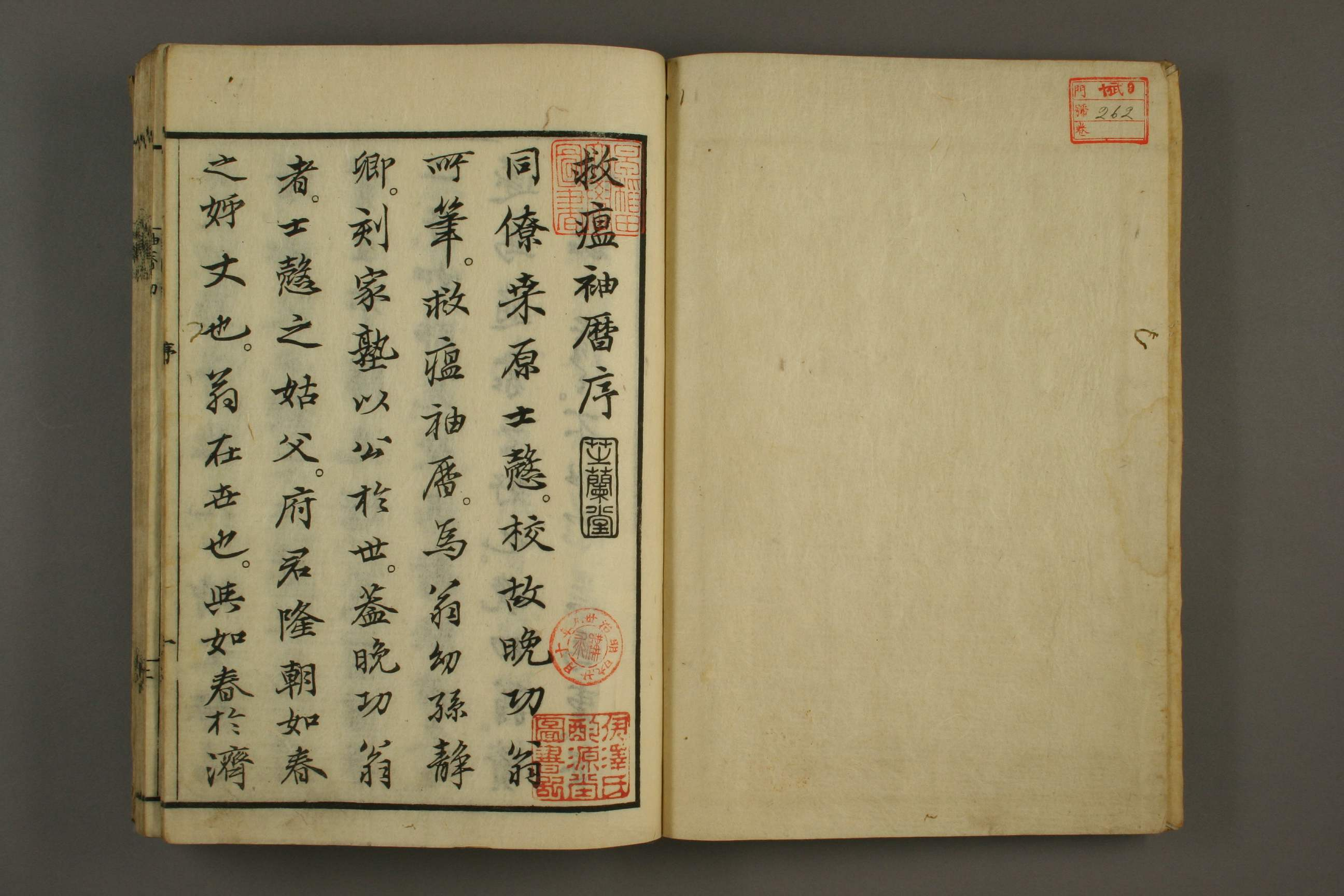
Medizinisches Handbuch

Kudō Heisuke (japanisch 工藤 平助; geboren 1734 in der Provinz Kii; gestorben 24. Januar 1801 in Edo) war ein japanischer Unternehmer und Arzt in der mittleren Edo-Zeit.

## Leben und Wirken
Kudō Heisuke war der dritte Sohn von Nagai Tsuneyasu (長井 常安) einem Arzt des Kishū-Klans. Er wurde im Alter von dreizehn Jahren von Kudō Joan (工藤 丈庵), einem Arzt des Sendai-Klans, adoptiert. Er hieß gewöhnlich „Shūan“ (周庵), nannte sich später „Heisuke“ (平助). Sein Adoptivvater Joan war ein Meister der Kampfkünste und ein begeisterter Leser, weshalb er Heisuke zum strikten Selbststudium antrieb.
Während der Horeki-Zeit (1751–64) lernte Kudō Yoshio Kōsaku (1724–1800) kennen, einen Niederländisch sprechenden Arzt, der als Dolmetscher in Nagasaki tätig war. Heisuke konnte kein Niederländisch lesen, also nahm er das Studium des Niederländischen (Rangaku) auf. Er schloss auch Bekanntschaft mit Katsuragawa Hoshū, Nakagawa Jun’an, Aoki Kon’yō und Maeno Ryōtaku. Auf der Grundlage seiner Kenntnisse unterstützte er die Shogunatsregierung von Tanuma Okitsugu (1719–1788), während er noch als Arzt des Sendai-Klans in Edo diente. Der erste und zweite Band von „Aka-Ezo Fūsetsukō“ (赤蝦夷風説考), die er 1783 dem Shogunat vorgelegt hatte, beschrieben die tatsächlichen Bedingungen der russischen Expansion nach Süden, die Geschichte und die aktuelle Situation von Kamtschatka, Russland. Die Bände enthielten auch Maßnahmen zur Bewachung des Nordens, zur Öffnung des Handels und zur Stärkung der nationalen Macht. Im Jahr 1786 widmete er sich den niederländischen Studien von Ōtsuki Gentaku, einem Schüler von Maeno Ryōtaku. Er war nun genug anerkannt, um vom Ichinoseki-Klan (一関藩), der zum Sendai-Klan gehörte, zum Hauptklan zu wechseln.
Kudō war eine sehr gesellige Persönlichkeit und machte enorme Gewinne, indem er aus den Niederlanden importierte Waren an Daimyōs und wohlhabende Stadtbewohner vermittelte. Seine ältesten Tochter, Tadano Makuzu (只野真葛), porträtiert ihn in dem Werk „Mukashi Hanashi“ (むかしはなし) – „Eine alte Geschichte“, als großzügig und intelligent. Dieses Zeugnis, das den Geist der Tanuma-Zeit beschreibt, das die Veränderungen der frühneuzeitlichen Kultur und deren Träger zeigt, im Einklang mit Heisukes Sicht auf die Welt, auf Leben und Tod, Nahrung, Kleidung und Unterkunft, ist brillant. Um 1776, als Makazu 14 Jahre alt war, war Kudō in der An'ei-Tenmei-Ära (1772–1789) so aktiv, dass er Gerüchten zufolge als Vasall des Shogunats zu Date Shigemura (伊達 重村; 1742 – 1796), dem Feudalherrn der Sendai-Domäne geschickt wurde.
Es heißt, Kudō habe später Patienten verloren, weil man annahm, er sei als Arzt nicht mehr tätig. Seine Familie sei finanziell in einer schwierigen Lage gekommen, und dazu sei auch noch sein Haus in Edo durch einen Brand zerstört worden. Das tatsächlich abgebrannte Haus, das „Shū-an“ (周庵) hieß, baute er wieder auf, größer und schöner als zuvor, zweistöckig, und mit einem Thermalbad sowie Toilettenhäuschen. Dazu legte er einen Garten mit seltenen Kirschbäumen an. Daimyōs, Stadtbewohner und Schauspieler wurden von ihm unterhalten, es wurde Tofu serviert. Er soll für den Tempel Hongan-ji  20 Ryō ausgegeben haben, und es wird gesagt, dass die Lebenshaltungskosten mehr als 1.000 Ryō pro Jahr betrugen, was außergewöhnlich war.